# 대화제약
대화제약(大化製藥)은 1984년 1월 19일에 설립한 대한민국의 전문 의약품 제조업체이다.

## 연혁
- 1984년: 대화제약주식회사 설립 대표이사 김기용 취임
- 1986년: 김수지, 김운장 대표이사 취임
- 1987년: 유망 중소기업 지정(한국화학연구소)
- 1988년: 본사 및 공장 이전(경기 안양시 관양동 874-2)
- 1989년: 무역갑류 허가취득
- 1989년: 사옥이전(서울 서초구 방배동)
- 1992년: 시화공단 K.G.M.P 생산시설을 위한 공장 준공(경기 시흥시 정왕동)
- 1993년: K.G.M.P(우수 의약품 제조 및 품질 관리기준) 적격업체 지정
- 1994년: 해외투자 인가(볼리비아)
- 1994년: 중앙연구소 설립
- 1996년: 베트남 정부 수출 품목허가 취득
- 1997년: 국내 최초 임신 진단시약 자체 개발 성공(제품명 : 아이캔테스트HCG)
- 1999년: 서울사무소 사옥 매입(서울시 관악구 남현동 1056-16)
- 2003년에 코스닥 시장에 상장

## 본사 현황
- 본사: 서울특별시 서초구 남부순환로 2145 (정동, 오송빌딩)

## 연구소 현황
- 판교연구소 : 경기도 성남시 분당구 대왕판교로 700 C동 9층

## 공장 현황
- 횡성 제 1・2・3공장: 강원특별자치도 횡성군 횡성읍 한우로 495

## 사옥 현황
- 대전 중부 사옥 : 대전광역시 서구 둔지로 56